# Bouře (Hvězdná brána: Atlantida)
Bouře (v anglickém originále The Storm) je 10. epizoda I. série sci-fi seriálu Hvězdná brána: Atlantida.

## Děj
John Sheppard s Teylou objeví při projížďce jumperem obrovskou bouři, která míří přímo k pevnině a Atlantidě. McKay se Zelenkou zjistí, že bouře zabírá 20 procent povrchu planety a že se s ní Antikové setkávali každých 20 let. Dříve však byli lépe chráněni – pod hladinou oceánu nebo silným štítem. Dnes nemá ZPM dostatek energie a Atlantida by bouři pravděpodobně nepřečkala bez výrazného poškození. Proto se chystá plán dočasné evakuace. Sheppard najde možné přechodné útočiště na planete Manarii. Její obyvatelé však nejsou dočasnými návštěvníky nijak nadšeni.
Zelenka s McKayem přijdou na způsob, jímž by bylo možné Atlantidu před bouří ochránit. Město má čtyři velké uzemňovací stanice, které svádějí elektrickou energii blesků do oceánu pod ním. V případě odpojení těchto stanic by bylo možné svést energii do generátoru štítu a město by tak bouři odolalo. Času však není mnoho a přerušeny musí být všechny čtyři stanice. Posádka Atlantidy i Athosiané z pevniny se tedy přesunují na Manarii, na planetě zůstává pouze doktorka Weirová, Rodney McKay, Sheppard a pár vojáků, kteří mají v plánu odpojit uzemnění. Na pevnině uvízl také jumper s Teylou, doktorem Becketem a poručíkem Fordem, kteří čekali na poslední skupinu Athosianů, bouře je však předešla a znemožnila jim odlet.
Mezitím na Manarii se její vůdce rozhodl informovat Genie o oslabení Atlantidy a poskytnout jim také přístupový kód Athosianů. Geniové se tak (pod záminkou napadení Wraithy a prosby o pomoc) bez větších problémů dostanou na Atlantidu. Zde jejich vůdce Kolya zastřelí vojáky hlídající bránu a zajme doktorku Weirovou a McKaye. Požadují zásoby výbušniny C4, léky, jumper a navrácení wraithského datového disku. (viz V podzemí) Sheppard výbušninu schová, o situaci informuje Forda a spěchá odpojit poslední uzemňovací stanici. Tady však narazí na dva Kolyovy vojáky a zastřelí je. Kolya na oplátku vyhrožuje zabitím doktorky Weirové.

## Zajímavosti
Maraniané pravděpodobně dříve patřili do Geniijské konfederace a nadále s nimi v případě potřeby spolupracují.